# Интернациональный долг
Интернациональный долг — термин советского канцелярита.

## Характеристика
Выражение, которое использовало руководство СССР и других стран социалистического блока, основываясь на принципе пролетарского интернационализма, вводя свои войска в другие страны, как правило, для оказания помощи в подавлении антикоммунистических (антиправительственных) выступлений или для обеспечения перехода власти к коммунистам под предлогом отражения внешней агрессии.
Начиная с 1960-х годов, когда в бывших колониальных владениях началась активная борьба за независимость, тезис о том, что «защита социализма — интернациональный долг коммунистов», часто использовался советскими руководителями и официальной советской пропагандой.
В Конституции СССР, принятой в 1977 году, был предусмотрен специальный раздел, посвящённый внешней политике СССР. В нём, в частности, говорилось, что «Внешняя политика СССР направлена на … укрепление позиций мирового социализма, поддержку борьбы народов за национальное освобождение и социальный прогресс…» (ст. 28) и что «СССР как составная часть мировой системы социализма, социалистического содружества развивает и укрепляет дружбу и сотрудничество, товарищескую взаимопомощь со странами социализма на основе принципа социалистического интернационализма» (ст. 30).
Выступая в 1981 году с докладом на XXVI съезде КПСС, Л. И. Брежнев следующим образом объяснял ввод советских войск в Афганистан: «Империализм развязал настоящую необъявленную войну против афганской революции. Это создало прямую угрозу безопасности наших южных границ. Такое положение вынудило нас оказать военную помощь, о которой просила дружественная сторона».